# Clara Drechsler
Clara Drechsler (* Juni 1961) ist eine Kölner Autorin und Übersetzerin, die in den 1980er Jahren den deutschen Popjournalismus mitprägte.

## Leben

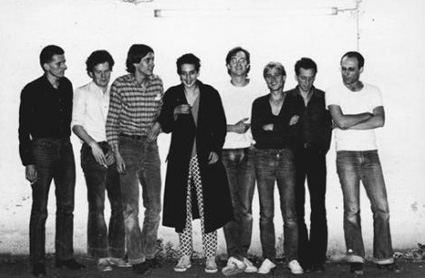
Clara Drechsler, Vierte von links, inmitten anderer Gründer der Zeitschrift Spex, 1980

Drechsler schrieb überwiegend für das von ihr 1980 mitgegründete Musikmagazin Spex und für Miss Vogue. Ihre wichtigste literarische Neuerung war die Erfindung eines durch zahlreiche scheinbare Nebensächlichkeiten und Subjektivitäten geprägten Stils, eine Innovation der Kategorie „Interview“, die sie durch radikale Genauigkeit in eine Art Enthüllungsjournalismus verwandelte. Als Meilensteine gelten vor allem ihre Interviews mit Slayer und den Suicidal Tendencies. Anfang der 1990er verließ sie Spex und arbeitete für den Haffmans Verlag. Unter anderem übersetzte sie Werke von Billy Childish, Bret Easton Ellis, Irvine Welsh und Nick Hornby ins Deutsche.

## Artikel (Auswahl)
- Andreas Dorau. Ein Mann will nach oben (Spex 11/1982, S. 18–19)
- Au Pairs. Tot aber lebendig (Spex 10/1982, S. 12–13)
- The Human League (Spex 3+4/1982, S. 10–11)
- Knacks. Da birst der Zauberwürfel (Spex 1983, S. 29)
- Habt ihr eigentlich keinen Friseur, dem ihr das erzählen könnt? (Spex 1983)
- Die Zwinkermänner (Spex 4/1983, S. 27–29)
- Paul Weller (Spex 5/1983, S. 29–31)
- Style Council. Café Blur (Spex 1984, S. 14–18)
- Erhabene Sinnlosigkeit. Slayer (Spex 6/1987, S. 16–18)
- Suicidal Tendencies (Spex 8/1987, S. 22–24)
- Heiter der Ernst, sinnlos der Sinn, Welt die Kunst! (Spex, 9/1991)[3]

## Übersetzungen (Auswahl)
- Tara Isabella Burton: So schöne Lügen (mit Harald Hellmann) DuMont Buchverlag 2019, ISBN 978-3832183707.
- Sam Byers: Schönes neues England (mit Harald Hellmann) Tropen 2019, ISBN 978-3608504149.
- Kurt Cobain: Tagebücher (mit Harald Hellmann) Kiepenheuer & Witsch 2002, ISBN 978-3462031843.
- Douglas Coupland: Generation A (mit Harald Hellmann) Tropen 2010, ISBN 9783608501100.
- Douglas Coupland: Bit Rot: Berichte aus der sich auflösenden Welt (mit Harald Hellmann) Blumenbar 2019, ISBN 978-3351050702.
- Bret Easton Ellis: American Psycho (mit Harald Hellmann) Kiepenheuer & Witsch 1991, ISBN 9783462021578.
- Bret Easton Ellis: Lunar Park (mit Harald Hellmann) Kiepenheuer & Witsch 2006, ISBN 9783462036541.
- A. M. Homes: Dieses Buch wird Ihr Leben retten (mit Harald Hellmann) Kiepenheuer & Witsch 2007, ISBN 9783462037678.
- Nick Hornby: High Fidelity (mit Harald Hellmann) Kiepenheuer & Witsch 1996, ISBN 9783462025248.
- Nick Hornby: About a Boy (mit Harald Hellmann) Kiepenheuer & Witsch 1998, ISBN 9783462027372.
- Nick Hornby: A Long Way Down (mit Harald Hellmann) Kiepenheuer & Witsch 2005, ISBN 9783462034554.
- Nick Hornby: Slam (mit Harald Hellmann) Kiepenheuer & Witsch 2008, ISBN 9783462039658.
- Nick Hornby: Juliet, Naked (mit Harald Hellmann) Kiepenheuer & Witsch 2009, ISBN 9783462041392.
- Miranda July: Zehn Wahrheiten (mit Harald Hellmann) Kiepenheuer & Witsch 2016, ISBN 978-3462047691.
- John Lydon: Anger is an Energy: Mein Leben unzensiert (mit Harald Hellmann und Werner Schmitz) Heyne Verlag 2015, ISBN 978-3453269774.
- Patti Smith: Just Kids (mit Harald Hellmann) Kiepenheuer & Witsch 2010, ISBN 9783462042283.
- Irvine Welsh: Drecksau (mit Harald Hellmann) Kiepenheuer & Witsch 1999, ISBN 9783462028669.
- Irvine Welsh: Porno (mit Harald Hellmann) Kiepenheuer & Witsch 2004, ISBN 9783462034202.